# Puente de Pedroches
El puente de Pedroche es un puente ferroviario situado en el municipio español de Córdoba, en la provincia homónima. La infraestructura fue levantada en el siglo XIX para permitir el paso de la línea Córdoba-Belmez sobre el arroyo Pedroche, a las afueras de la capital cordobesa. En su momento constituyó la principal obra de ingeniería de todo el trazado. Actualmente la infraestructura se encuentra fuera de servicio y está cerrada al público.

## Historia
En la década de 1860 se iniciaron los trabajos de construcción de la línea férrea entre Córdoba y Belmez. 
A las afueras de la capital cordobesa estaba previsto que se levantara un puente metálico de unos 150 metros de largo y cuatro tramos para salvar el arroyo Pedroche, cuyas obras dieron comienzo en los primeros meses de 1872. Habida cuenta de su envergadura y complejidad técnica, en su momento fue considerada la obra de ingeniería más importante de todo el trazado ferroviario. En 1873 la línea fue abierta al servicio, unificándose en 1941 con otro trazado que dio lugar a la línea Córdoba-Almorchón. La circulación en esta zona se mantuvo hasta inicios de la década de 1990, cuando se levantaron las vías del tramo de acceso a Córdoba, momento a partir del cual no circularon más trenes. En la actualidad el puente se encuentra cerrado al público.